# Niklas Zennström
Niklas Zennström sinh ngày 16 tháng 2 năm 1966 là người Thụy Điển có sáng kiến lập doanh nghiệp mới. Ông nổi tiếng nhất về việc thành lập nhiều doanh nghiệp thông tin trực tuyến nổi tiếng chung với Janus Friis, trong đó có Skype và Kazaa. Gần đây nhất ông lập ra tập đoàn đầu tư Atomico và đã trở thành nhân vật hàng đầu trong số những người có sáng kiến lập doanh nghiệp mới trong khu vực công nghệ cao.

## Tiểu sử
Zennström sinh tại thị xã Järfälla thuộc hạt Stockholm, và lớn lên ở Uppsala. Ông có 2 bằng đại học: một bằng cử nhân Quản trị Kinh doanh và bằng thạc sĩ Kỹ thuật Vật lý từ Đại học Uppsala của Thụy Điển. Ông đã nghiên cứu năm cuối của mình tại Đại học Michigan, Ann Arbor, Hoa Kỳ.

## Sự nghiệp
Zennström khởi đầu sự nghiệp chuyên môn của mình ở hãng viễn thông châu Âu Tele2. Ông tiếp tục phục vụ trong nhiều vai trò phát triển doanh nghiệp, trong đó có việc đưa vào hoạt động và chịu trách nhiệm về mạng cung cấp dịch vụ internet get2net và là Tổng Giám đốc của cổng thông tin everyday.com.
Năm 2001 Zennström và Friis cùng sáng lập ra Kazaa, việc ứng dụng chia sẻ tập tin mạng đồng đẳng Zennström làm Tổng Giám đốc và chương trình này đã trở thành phần mềm internet được download nhiều nhất trên thế giới trong năm 2003. Sau khi các thành viên của ngành công nghiệp điện ảnh và âm nhạc ở Mỹ nộp các đơn kiện, thì Kazaa đã được bán cho Sharman Networks.
Zennström sau đó sáng lập và làm Tổng Giám đốc hãng Joltid, một công ty phần mềm triển khai và tiếp thị các giải pháp mạng đồng đẳng và các công nghệ tối ưu hóa truyền thông. Zennström cũng là người đồng sáng lập mạng Altnet, mạng đồng đẳng an toàn đầu tiên trên thế giới nhằm quảng bá nội dung thương mại cho các người tiêu dùng. Janus Friis và Zennström cũng đã lập ra dịch vụ âm nhạc trực tuyếnRdio, phát âm là "ar-di-o".
Thành công đáng chú ý nhất của Zennström và Friis cho tới nay là Skype, một công ty điện thoại dựa trên các nguyên lý mạng đồng đẳng. Ngày 14.10.2005 Skype đã được eBay mua với giá 2,6 tỷ dollar Mỹ cộng với tiềm năng có thể được thêm tiền thưởng dựa trên hiệu suất, lên đến 1,2 tỷ euro. Zennström làm Tổng Giám đốc từ khi khởi đầu công ty Skype cho tới tháng 9 năm 2007. Trong thời gian đó, Skype đã trở thành công ty hàng đầu thế giới về truyền thông âm thanh Internet với hơn 309 triệu người sử dụng đã đăng ký trong vòng 5 năm vận hành. Sau khi bán Skype, năm 2007 Zennström và Friis tiếp tục tung ra Joost, một dịch vụ phân phối video trực tuyến (Zennström là đồng chủ tịch).
Năm 2009 Zennström là một thành phần của tập đoàn đầu tư đã mua Skype từ eBay và bây giờ đã tái gia nhập ban giám đốc Skype. Trong quý 3 năm 2009 Skype có thu nhập là 185 triệu dollar Mỹ và 521 triệu người sử dụng đăng ký.
Hiện nay, Zennström điều hành công ty đầu tư Atomico. Có trụ sở tại London, công ty chủ yếu đầu tư vào các công ty công nghệ đang phát triển nhanh với khả năng chuyển đổi các ngành công nghiệp của mình. Thông qua Atomico họ đã đầu tư vào hơn 30 công ty, trong đó có MadBid, Last.fm, Fon, Xobni, Technorati, Heysan, Rdio và Woome.
Ngày 10.5.2011 Skype được tập đoàn Microsoft mua với giá được cho là 8,5 tỷ dollar Mỹ, một vụ mua lớn nhất của hãng từ trước tới nay. Có tin nói rằng Zennström và Friis sẽ được hưởng mỗi người khoảng 1 tỷ dollar từ việc bán này.

## Atomico
Atomico là tập đoàn đầu tư tập trung vào khu vực công nghệ. Hãng tìm cách đầu tư vào các công ty công nghệ đang phát triển nhanh có mô hình kinh doanh sáng tạo hoặc các công nghệ có khả năng mới, thông qua kinh nghiệm của họ trong việc xây dựng Skype, Joltid và Kazaa.

## Từ thiện
Cùng với bà vợ Catherine, ông đã thành lập quỹ từ thiện Zennström để hướng khoản tiền từ thiện của họ vào các lĩnh vực biến đổi khí hậu, nhân quyền và xã hội. Niklas đặc biệt dấn thân vào cuộc chiến chống biến đổi khí hậu và cải thiện tình trạng môi trường của Biển Baltic.

## Sở thích cá nhân
Zennström thích môn đua thuyền buồm. Năm 2009, đội đua thuyền của Zennstrom đã toàn thắng các giải Rolex Fastnet Race cũng như chức vô địch thế giới đua thuyền Maxi Yacht. Tháng 4 năm 2011 Zennström đã hạ thủy thuyền buồm mới nhất của mình, một chiếc TP52 tên là Ran IV. Nó được hạ thủy ở Palma, chưa có nhiều chi tiết được cho biết về thuyền buồm này.

## Các cuộc phỏng vấn
- The Sunday Times (27.11.2005)  Lưu trữ ngày 7 tháng 10 năm 2008 tại Wayback Machine
- Business Week (19.9.2005)
- The Guardian (14.7.2005)
- PCTechTalk (10.7.2005)
- BusinessWeek Online (30.5.2005)
- IDG News Service (16.3.2005)  Lưu trữ ngày 11 tháng 3 năm 2007 tại Wayback Machine
- PC Pro (11.3.2005)  Lưu trữ ngày 16 tháng 10 năm 2007 tại Wayback Machine
- TMCnet (2.3.2005)  Lưu trữ ngày 24 tháng 6 năm 2008 tại Wayback Machine
- Engadget (8.11.2004)
- Pocket PC Thoughts (3.9.2004)  Lưu trữ ngày 16 tháng 10 năm 2007 tại Wayback Machine